# Спиридоновка (Акмолинская область)
Спиридоновка (каз. Спиридоновка) — село в Егиндыкольском районе Акмолинской области Казахстана, образует административно-территориальную единицу «Село Спиридоновка». 
- Код КАТО — 114437100[3].
- Код КАТО административной единицы — 114437000[4].

## География
Село расположено в 10 км на юг от районного центра села Егиндыколь.

## Население
В 1989 году население села составляло 1187 человек (из них русских 49%).
В 1999 году население села составляло 728 человек (373 мужчины и 355 женщин). По данным переписи 2009 года, в селе проживали 464 человека (233 мужчины и 231 женщина).
| Численность населения | Численность населения | Численность населения |
| 1989                  | 1999                  | 2009                  |
| --------------------- | --------------------- | --------------------- |
| 1187                  | ↘728                  | ↘464                  |